# Aufbau (jüdische Zeitung)

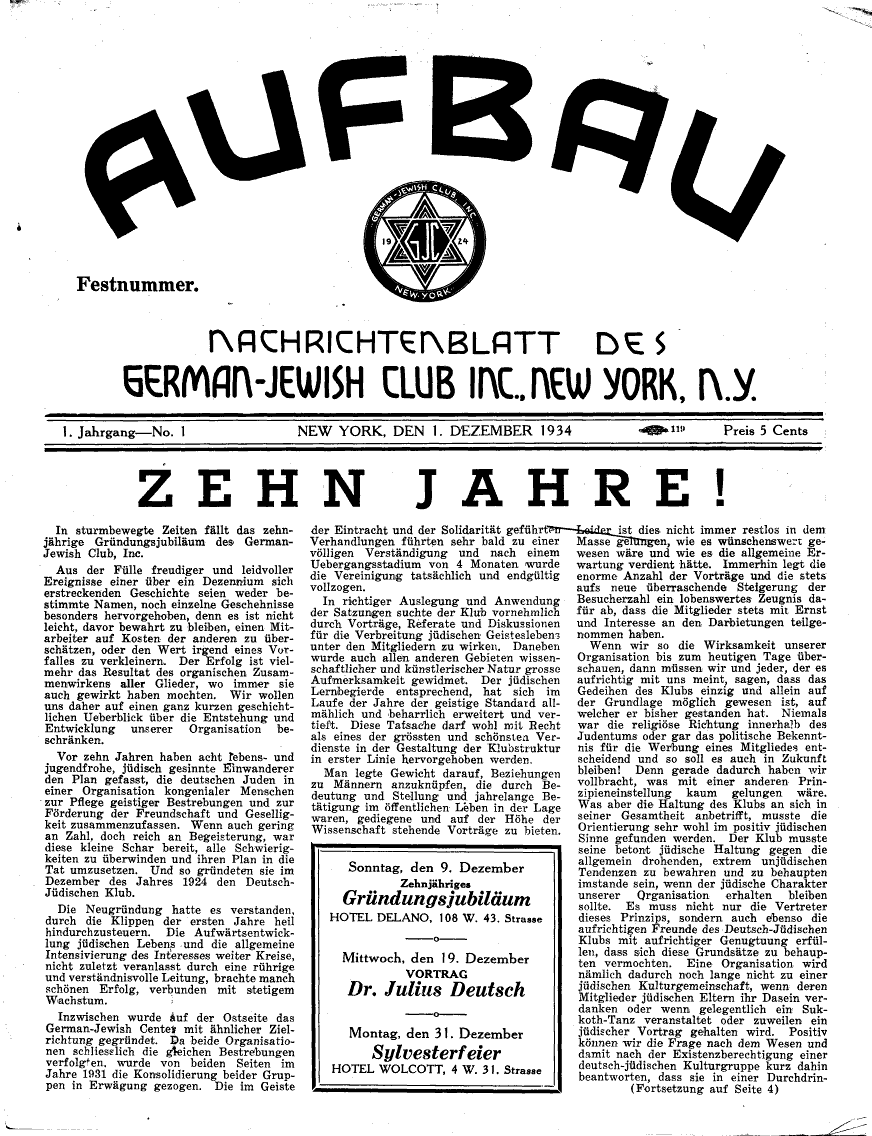
Der „Aufbau“, Ausgabe 1 vom 1. Dezember 1934

Aufbau ist der Name einer deutsch-jüdischen Exilzeitung, die 1934 gegründet wurde und bis 2004 in New York erschien, ihr Erscheinen aber im März 2004 aus finanziellen Gründen einstellen musste. Ende 2004 erwarb die Jüdische Medien AG in Zürich die Verlagsrechte und gibt seit Februar 2005 den Aufbau in neuer Form als Monatsmagazin heraus, unter dem Titel: Aufbau. Das jüdische Monatsmagazin.

## Der New YorkerAufbau
1924 gründeten „jüdisch gesinnte Einwanderer […] zur Pflege geistiger Bestrebungen und zur Förderung der Freundschaft und Geselligkeit“ in New York den „German Jewish Club“. „Bald nach 1933“ wurde in Los Angeles ein unabhängiger „Bruder-Club“ gegründet, der sich „German Jewish Club of 1933“ nannte und „als materielle Hilfsorganisation“ dienen sollte, sich jedoch tatsächlich auch als „soziale Wirkgruppe“ bewährte. Erster Präsident des Clubs war der Landschaftsgärtner Theodor Löwenstein, der später den Garten des Thomas-Mann-Hauses in Pacific Palisades gestaltete. Thomas Mann selbst war Ehrenmitglied des Clubs. Der „German Jewish Club of 1933“ half seinen Mitgliedern bei der Berufswahl, beriet Neuankömmlinge und veranstaltet Vortragsabende, Konzerte, Theateraufführungen, Sportkurse und Kunstseminare. Nach Ausbruch des Zweiten Weltkrieges wurden 1940 aus psychologischen Gründen die Namen der beiden jüdischen Clubs geändert: Der kalifornische Club entfernte das Wort „German“ aus seinem Namen, und der New Yorker Club nannte sich nunmehr „New World Club“.
Am 1. Dezember 1934 erschien der Aufbau erstmals als zunächst kostenloses Vereinsblatt des „German Jewish Club“ in New York. Ab der Ausgabe vom 5. September 1941 erschien im „Aufbau“ vierzehntäglich die Beilage „Die Westküste“ für die Leser in Kalifornien, Oregon und Washington. 1941 gab der „Jewish Club of 1933“ seine bisherige Clubzeitung „Neue Welt“ auf und gab stattdessen mit der Ausgabe des „Aufbau“ vom 17. Oktober 1941 die vierzehntägliche Kolumne „Jewish Club of 1933“ heraus.
Der „Aufbau“ entwickelte sich rasch zur wichtigsten Informationsquelle und Anlaufstelle für jüdische und andere deutschsprachige Flüchtlinge in den Vereinigten Staaten. Mit dem  Wort „Aufbau“, dessen englische Form „Reconstruction“ zeitweise als Untertitel diente, war die Erneuerung des deutsch-jüdischen Lebens in den USA gemeint. Die Metapher gibt es auch in der Parole „Wir bauen auf“ der Zionisten in Palästina; sie war in der Weimarer Republik als Hoffnungssymbol weit verbreitet.
Von deutschen und österreichischen Emigranten als Forum, kulturelle Plattform und Sprachrohr gegründet, war es während der Zeit des Nationalsozialismus das wichtigste Organ der in die USA geflüchteten deutschsprachigen Juden und anderer Flüchtlinge. Mitarbeiter im Herausgebergremium waren zeitweise Persönlichkeiten wie Albert Einstein, Thomas Mann und Stefan Zweig. Langjähriger Chefredakteur ab 1939 war Manfred George, der ein wöchentliches Erscheinen durchsetzte. Einer der Mitgründer 1934 und später langjähriger Herausgeber war der aus Groß-Felda stammende Arzt Norbert Goldenberg (1909–1974). In der Zeit des Weltkriegs erreichte die Auflage die Marke von 100.000 Exemplaren.
Bekannte Autoren waren Hannah Arendt, Max Brod, Martin Buber, Lion Feuchtwanger, Oskar Maria Graf, Heinrich Eduard Jacob, Thomas Mann, Ludwig Marcuse, Hertha Pauli, Pem, Alfred Polgar, Curt Riess, Hans Sahl, Will Schaber, Gershom Scholem, Helmut Kuhn und Carl Zuckmayer. Zu den Mitarbeitern in neuerer Zeit gehörte der Publizist Rainer Meyer. Die Auflage sank bis 2003 auf etwa 2500 Exemplare. Im März 2004 musste der Aufbau sein Erscheinen aus finanziellen Gründen einstellen.
Alle zwischen 1934 und 1950 erschienenen Artikel wurden in digitalisierter Form im Juni 2004 von der Deutschen Nationalbibliothek (DNB) online gestellt.  Ein Teil der Einrichtung des New Yorker Büros, das Fotoarchiv sowie Dokumentation zu den Besuchsprogrammen deutscher Städte und Gemeinden für ehemalige jüdische Bürger befinden sich im Jüdischen Museum Berlin.

## Der ZürcherAufbau
Ende 2004 erwarb der Zürcher Verlag Jüdische Medien AG die Verlagsrechte an der Emigrantenzeitung sowie ihr Archiv. Der Verlag war damals Eigentum des Schweizer Investors René Braginsky und seiner Frau Susanne sowie der Verlegerfamilie Hagemann. Seit Anfang Februar 2005 erschien der Aufbau in Zürich unter dem Chefredakteur Yves Kugelmann in völlig neuer Form als Hochglanz-Monatsmagazin. Andreas Mink, der der letzte Chefredakteur des alten Aufbau gewesen war, übernahm das New Yorker Büro des neuen Aufbau. Der Verlag Jüdische Medien AG gibt auch die Zeitschrift Tachles heraus. Redaktionsadresse und Redaktion des Aufbau sind identisch mit denen von Tachles. Bis 2015 erschien der Aufbau in der Serenada AG unter der Herausgeberin Susanne Braginsky, im April 2015 übergab Braginsky ihn der Jüdische Medien AG „im Rahmen einer langfristig ausgerichteten Nachfolgeregelung“. Bereits 2014 wurde der Publikationsrhythmus auf zweimonatliches Erscheinen umgestellt, mit sechs Ausgaben im Jahr.
Die Verlegung nach Europa sollte der seit 1989 veränderten Situation der jüdischen Gemeinde in Deutschland Rechnung tragen, an der auch die internationale Leserschaft deutscher Sprache Interesse zeigt. Die Zeitschrift vertritt pluralistische, humanistische und universalistische Ansätze.

## Erscheinungsweise
- bis 1936 monatliches Vereinsorgan
- ab 1936 vierzehntägliche Zeitung mit Abo und Inseraten
- ab Dezember 1939 Wochenzeitung, Chefredakteur Manfred George
- ab 1966 Chefredakteur Hans Steinitz
- ab 1985 Chefredakteure …
- ab 2005 monatlich, Chefredakteur Yves Kugelmann
- ab 2014 zweimonatlich
- ab 2025 achtmal jährlich, neuer Herausgeber Michel Friedman